# Wurster Nordseeküste
Wurster Nordseeküste település Németországban, azon belül Alsó-Szászország tartományban. Lakosainak száma 17 421 fő (2023. december 31.). Wurster Nordseeküste Geestland, Wanna és Cuxhaven községekkel határos.

## Népesség
A település népességének változása:
| Lakosok száma | 17 102 | 17 094 | 17 069 | 17 101 | 17 164 | 17 461 | 17 421 |
|               | 2016   | 2017   | 2019   | 2020   | 2021   | 2022   | 2023   |